# Европейская мурена
Европейская мурена (лат. Muraena helena) — вид лучепёрых рыб семейства муреновых отряда угреобразных. Обитают в северо-восточной и восточно-центральной Атлантике, включая Средиземное море. Встречаются на глубине до 50 м. Максимальная зарегистрированная длина 150 см. Не представляют интереса для коммерческого промысла.

## Ареал и среда обитания
Европейские мурены обитают преимущественно в Средиземном море, но встречается также у Азорских островов и Мадейры, а также вдоль побережья Сенегала. К северу от центральной части Бискайского залива этот вид попадается редко. Эти крупные хищные рыбы встречаются в прибрежных водах у подводных скал. Молодь держится в приливно-отливной зоне, крупные особи — в подводных пещерах и убежищах.

## Описание
Характерное для угреобразных змеевидное мускулистое тело умеренно сжатое с боков. Грудные и брюшные плавники отсутствуют. Спинной и анальный плавники слиты с хвостовым и покрыты толстой кожей. Перед начальными порами боковых линий на голове начинается спинной плавник. Голова в профиль слегка выпуклая. Рот конечный с боковым расщепом, выходит за воображаемую вертикаль, проведённую через глаз. Зубы на челюстях крупные, выстроены в один ряд, острые, края гладкие. Передняя пара ноздрей оснащена длинными усиковидными трубочками. Общее число позвонков 142—146. Дорсальная сторона тела тёмно-коричневая или коричнево-пурпурная с крупными светлыми пятнами, внутри которых имеются более мелкие чёрные отметинки и точки; голова и вентральная часть тела немного светлее. Максимальная зарегистрированная длина 150 см.

## Биология
Эти крупные хищные рыбы ведут ночной образ жизни. Имеют ограниченный индивидуальный участок обитания. Рацион состоит в основном из мелких рыб, крабов и каракатиц. Гонохористичный вид. Нерест протекает вдали от берега.

## Взаимодействие с человеком
Европейские мурены не представляют интереса для коммерческого промысла, но часто попадаются в качестве прилова в траловых уловах в прибрежных водах, на глубинах 40—80 м. Являются объектом спортивного рыболовства. Представляют опасность для человека. Укусом может нанести серьёзную травму и вызвать заражение крови. Мурен ловят крючковой снастью и ловушками. Мясо мурены съедобно, белое и вкусное. Его можно употреблять в пищу только полностью выпустив кровь, в которой содержатся ядовитые вещества. Международный союз охраны природы присвоил виду охранный статус «Вызывающий наименьшие опасения».